# Helicia vestita
Helicia vestita là một loài thực vật có hoa trong họ Quắn hoa. Loài này được W.W. Sm. miêu tả khoa học đầu tiên năm 1918.